# فيليكس غوان
فيليكس غوان (بالفرنسية Félix Gouin) : سياسي فرنسي.
ولد غوان بتاريخ 4 تشرين الأول 1884 في بيبان التابعة لاقليم بوش دو رون، وتوفي في نيس بتاريخ 25 تشرين الأول 1977.
استلم العديد من المناصب منها : رئيس الجمعية الدستورية، و رئيس مجلس الوزراء، ووزير دولة.

## روابط خارجية
- فيليكس غوان على موقع الموسوعة البريطانية (الإنجليزية)
- فيليكس غوان على موقع مونزينجر (الألمانية)